# Liste der Auslandsvertretungen von Saint Vincent und den Grenadinen

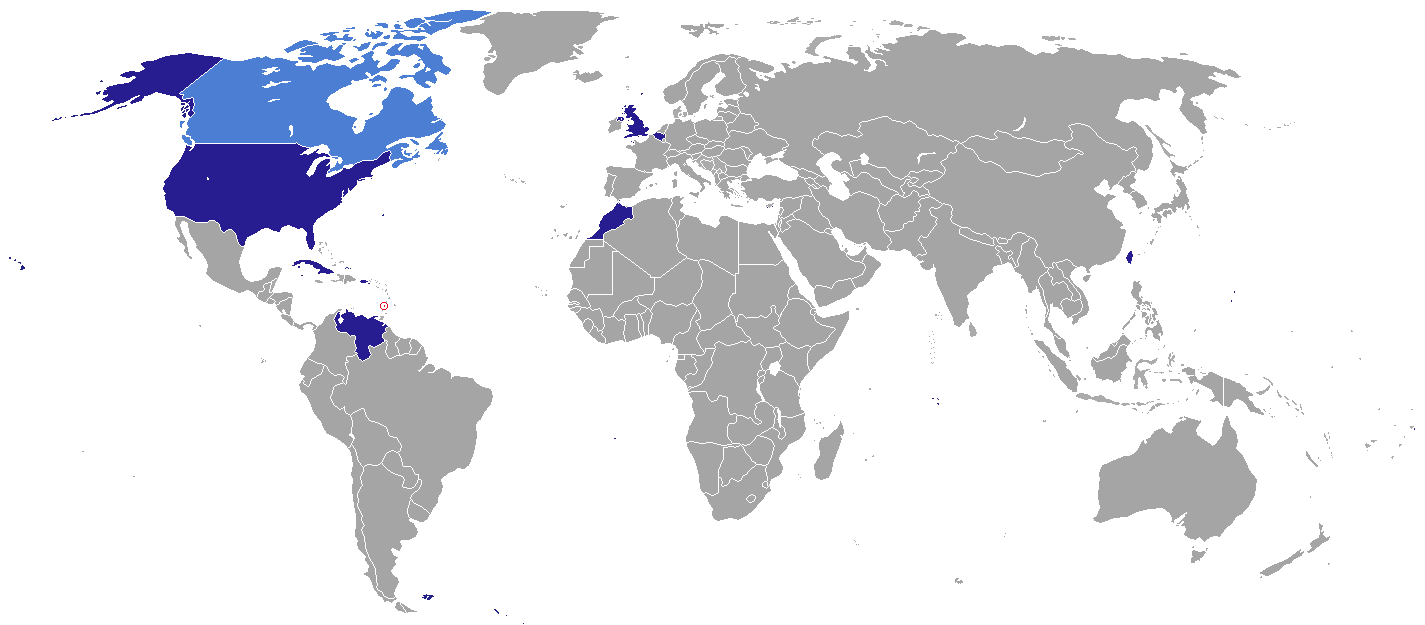
Standorte der diplomatischen Vertretungen von Saint Vincent und den Grenadinen

Dies ist eine Liste der diplomatischen und konsularischen Vertretungen von St. Vincent und den Grenadinen.

## Diplomatische und konsularische Vertretungen

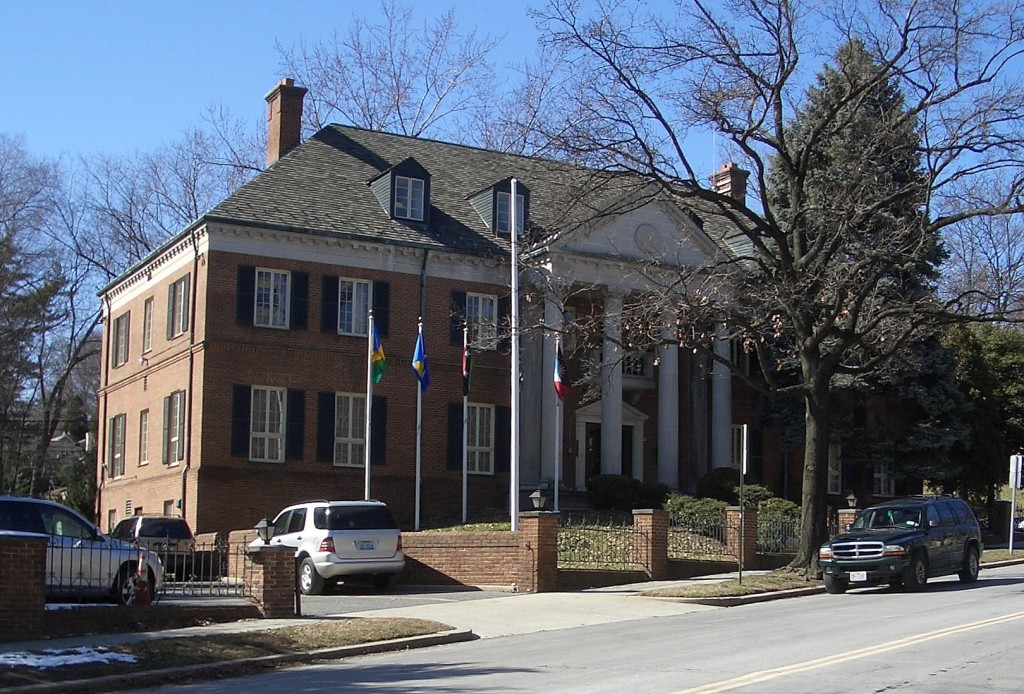
Botschaft von St. Vincent und den Grenadinen in Washington, D.C.

### Amerika
- Kanada: Toronto, Generalkonsulat
- Kuba: Havanna, Botschaft
- Vereinigte Staaten: Washington, D.C., Botschaft
- Vereinigte Staaten: New York, Generalkonsulat

### Europa
- Belgien: Brüssel, Botschaft
- Vereinigtes Königreich: London, Hohe Kommission

## Vertretungen bei internationalen Organisationen
- Vereinte Nationen: New York, Ständige Mission
- OAS: Washington, D.C., Ständige Mission